# Kindesetymologie
Unter Kindesetymologie (auch Kinderetymologie) versteht man spätestens seit Clara und William Stern die Versuche von Kindern, sich die Bedeutung komplexer Wörter selbst zu erklären. Dabei kommen sowohl korrekte als auch misslungene Deutungen zustande. Den Beginn dieser Bemühungen setzen Stern und Stern für das vierte Lebensjahr an, erste Belege sind jedoch bereits im dritten Lebensjahr zu beobachten, wie von den Autoren dokumentiert wird.

## Beispiele
Zur Erläuterung des angesprochenen Phänomens mögen die folgenden Beispiele (aus dem Buch von Stern und Stern) dienen:
- Die Deutung eines Kindes für das Wort „Thunfisch“, äußert sich in der kindlichen Frage „Tut der was?“. (S. 418)
- Für „Maiblume“ wird die Deutung „weil im Mai die Blumen wachsen“ berichtet. (S. 418)